# Hylaeus krombeini
Hylaeus krombeini là một loài Hymenoptera trong họ Colletidae. Loài này được Snelling mô tả khoa học năm 1980.